# Gradina (Zenica, BiH)
Gradina je naseljeno mjesto u gradu Zenici, Federacija Bosne i Hercegovine, BiH.
Nalazi se nedaleko od izvora Seočke rijeke.

## Stanovništvo

### 1991.
Nacionalni sastav stanovništva 1991. godine, bio je sljedeći:
ukupno: 147
- Muslimani -  147 (100%)

### 2013.
Nacionalni sastav stanovništva 2013. godine, bio je sljedeći:
ukupno: 85
- Bošnjaci - 85 (100%)